# Desisa uniformis
Desisa uniformis är en skalbaggsart som beskrevs av Stefan von Breuning 1938. Desisa uniformis ingår i släktet Desisa och familjen långhorningar. Inga underarter finns listade i Catalogue of Life.